# Ratpenat d'esquena nua de les Moluques
El ratpenat d'esquena nua de les Moluques (Dobsonia viridis) és una espècie de ratpenat endèmica d'Indonèsia.